# Велика зелена стіна

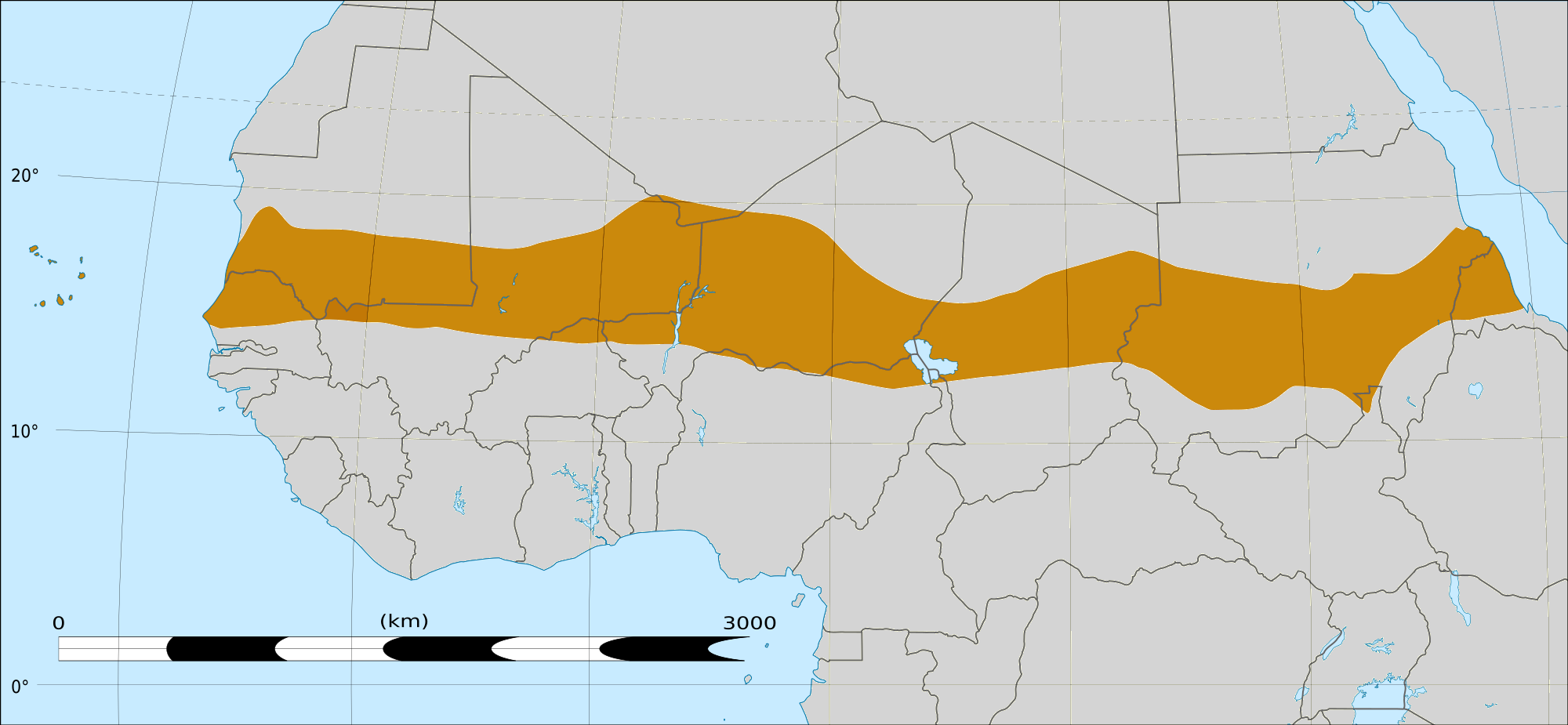
На карті Африки виділено зону тропічних саван (Сахель), яка відокремлює пустелю на півночі від більш родючих і вологих регіонів на півдні. «Велика зелена стіна» повинна пройти по північній частині Сахелю.

«Велика зелена стіна» (англ. Great Green Wall, фр. Grande Muraille Verte) — проєкт  Африканського союзу, спрямований на боротьбу з опустелюванням земель на південь від пустелі  Сахари. Суть проєкту полягає у створенні  смуги деревної рослинності, здатної стримати розширення Сахари. Планується, що ця смуга простягнеться від Сенегалу до Джибуті (тобто від  Атлантичного океану до  Червоного моря), буде мати ширину близько 15 км і довжину 7775 км. У проєкті беруть участь 11 африканських держав.
Якщо проєкт буде реалізований, то його результати будуть добре помітні з космосу.

## Історія проєкту
Прообразом проєкту «Велика зелена стіна» можна вважати діяльність «африканського Че Гевари» Томаса Санкари (1949–1987), який займався боротьбою з опустелюванням земель в своїй країні в період перебування на посаді президента Буркіна-Фасо в 1983–1987 роках.
У липні 2005 року Африканський союз підтримав проєкт Great Green Wall. Велике значення для прийняття цього рішення зіграла позиція голови Африканського союзу  Олусегуна Обасанджо.
Проєкт «Велика зелена стіна» має схожість з рухом «Зелений пояс Європи», що проходить від Баренцевого до Чорного і Адріатичного морів.
Мета створення цього рослинного бар'єру — захист ґрунтів від  ерозії і опустелювання. Координацією робіт зі створення «Великої зеленої стіни» займається Сенегал.
Є надія, що в результаті реалізації проєкту істотно зростуть місцеві доходи. У червні 2010 року Глобальний екологічний фонд, який об'єднує 182 держави, оголосив про виділення на реалізацію цього проєкту 119 млн доларів.
Лісосмуга повинна зв'язати Дакар на Атлантичному узбережжі Африки з містом Джибуті на березі Червоного моря. Вона пройде по території 11 країн: Сенегалу, Мавританії, Малі, Буркіна-Фасо, Нігеру, Нігерії , Чаду, Судану, Еритреї, Ефіопії і Джибуті. По закінченні висадки дерев, Велика Зелена стіна стане найбільшим живим організмом на планеті (втричі більшим, ніж Великий Бар’єрний риф).[джерело?]
Екологічний проєкт бере приклад із інших подібних світових проєктів, зокрема, Зелена стіна Китаю - низка лісових смуг в Китаї, що стримують розширення пустелі Гобі.
У 2014 році Європейський Союз та Продовольча та сільськогосподарська організація ООН у співпраці з африканськими та іншими регіональними партнерами запустили програму «Дії проти опустелювання», яка ґрунтується на GGWSSI. Нігерія створила тимчасове агентство для підтримки розвитку GGW.

## Використовувані види рослин
Для реалізації проєкту фахівцями було відібрано 37 видів (станом на середину 2010 року). Більша їх частина — місцеві дерева, здатні нормально розвиватися в умовах посушливого клімату при кількості опадів від 100 до 400 мм на рік.
Приблизний перелік видів, які планується використати для реалізації проєкту (авторство назв вказано у відповідності з інформацією бази даних The Plant List):
- Acacia ehrenbergiana Hayne [syn.  Acacia flava (Forssk.) Schweinf.]
- Acacia gerrardii Benth. [syn.  Acacia hebecladoides Hams.][~ 1]
- Acacia laeta R.Br. ex Benth.
- Acacia mellifera (M.Vahl) Benth.
- Acacia nilotica — Акація нільська (різні інфравидові таксони цього виду)
- Acacia senegal (L.) Willd. — Акація сенегальска
- Acacia seyal Delile [syn.  Acacia stenocarpa Hochst. ex A.Rich.]
- Acacia tortilis (Forssk.) Hayne / Acacia tortilis subsp. raddiana (Savi) Brenan [syn.  Acacia raddiana Savi]
- Balanites aegyptiaca (L.) Delile — Баланітес єгипетський
- Boscia angustifolia A.Rich. — Боскія вузьколиста
- Boscia salicifolia Oliv. — Боскія верболиста
- Boscia senegalensis Lam. — Боскія сенегальська
- Cadaba farinosa Forssk.
- Cadaba glandulosa Forssk.
- Calotropis procera (Ait.) W.T.Aiton — Калотропіс високий[~ 2]
- Capparis decidua (Forssk.) Edgew.
- Capparis oblongifolia Forssk. [syn.  Maerua oblongifolia (Forssk.) A.Rich.][~ 3]
- Combretum aculeatum Vent.
- Commiphora africana (A.Rich.) Engl.
- Commiphora quadricincta Schweinf.
- Cordia sinensis Lam. [syn.  Cordia gharaf (Forssk.) Ehrenb. ex Asch.]
- Ficus cordata subsp. salicifolia (Vahl) C.C.Berg [syn.  Ficus salicifolia Vahl — Фікус верболистий]
- Ficus ingens (Miq.) Miq.
- Grewia damine Gaertn. [syn.  Grewia bicolor Juss.]
- Grewia tenax (Forssk.) Fiori
- Grewia villosa Willd. — Гревія волохата
- Leptadenia pyrotechnica (Forssk.) Decne. [syn.  Leptadenia spartium Wright.]
- Maerua aethiopica (Fenzl) Oliv.
- Maerua angolensis DC.
- Maerua crassifolia Forssk.
- Rhus oxyacantha Schousb. ex Cav.
- Salvadora persica L. — Сальвадора перська
- Tamarix aphylla (L. H.Karst.
- Tamarix senegalensis DC. / Tamarix gallica L. — Тамарикс французький
- Ziziphus mauritiana Lam. — Зизіфус мавританський
- Ziziphus nummularia (Burm.f.) Wight & Arn.

| |  |  |
| Рослини, які планується використати для реалізації проєкту «Велика зелена стіна». Зліва направо: Калотропіс високий (Calotropis procera), Баланітес єгипетський (Balanites aegyptiaca), Акація нільська (Acacia nilotica) |  |  |

## Критика проєкту
Деякі вчені вважають даний проєкт погано продуманим з екологічної точки зору. Пустеля Сахара утворилася через недостатню кількість опадів на цій території. Кількість рослинності не змінить кількості дощу. Крім того, існує думка, що в умовах крайньої бідності місцевого населення буде вкрай важко боротися з незаконною вирубкою посаджених лісів на дрова.[джерело?]

## Виноски
1. ↑  Push for 'Great Green Wall of Africa' to halt Sahara [Архівовано 20 червня 2010 у Wayback Machine.](англ.)(Перевірено 26 січня 2012)
2. 1 2 3  Попов Л. Самому большому рукотворному лесу нежданно оплатили зелёный свет [Архівовано 18 травня 2015 у Wayback Machine.] // Мембрана. — 22 июня 2010.(Перевірено 24 січня 2012)
3. ↑  Africa-wide «Great Green Wall» to Halt Sahara's Spread? [Архівовано 3 травня 2015 у Wayback Machine.](англ.)(Перевірено 26 січня 2012)
4. ↑  Senegal seeks UN backing for ‘Great Green Wall’ across Africa [Архівовано 8 жовтня 2015 у Wayback Machine.](англ.)(Перевірено 26 січня 2012)
5. ↑  The Great Green Wall Initiative of the Sahara and the Sahel [Архівовано 18 травня 2015 у Wayback Machine.](англ.)(Перевірено 26 січня 2012)
6. ↑  The Great Green Wall to Be Built in Africa [Архівовано 18 лютого 2013 у Wayback Machine.](англ.)(Перевірено 26 січня 2012)
7. ↑  Background. Action Against Desertification. FAO. Архів оригіналу за 23 листопада 2015.
8. ↑  Nigeria creates agency for 'Great Green Wall' project. Premium Times. 9 вересня 2014. Процитовано 1 вересня 2019. The Federal Government has approved the establishment of the Interim Office of the National Agency for the Great Green Wall, GGW.
9. ↑  Grande Muraille Verte. Trace indicatif et liste indicative d'especes vegetales (PDF) (фр.). Процитовано 26 січня 2012. {{cite web}}: Cite має пустий невідомий параметр: |description= (довідка)[недоступне посилання з березня 2019]

## Ресурси Інтернету
- The Great Green Wall [Архівовано 14 січня 2021 у Wayback Machine.]: офіційний сайт.(фр.)(Перевірено 26 січня 2012)
- THE GREAT GREEN WALL TRAILER [Архівовано 20 листопада 2020 у Wayback Machine.]